# Peter Girth

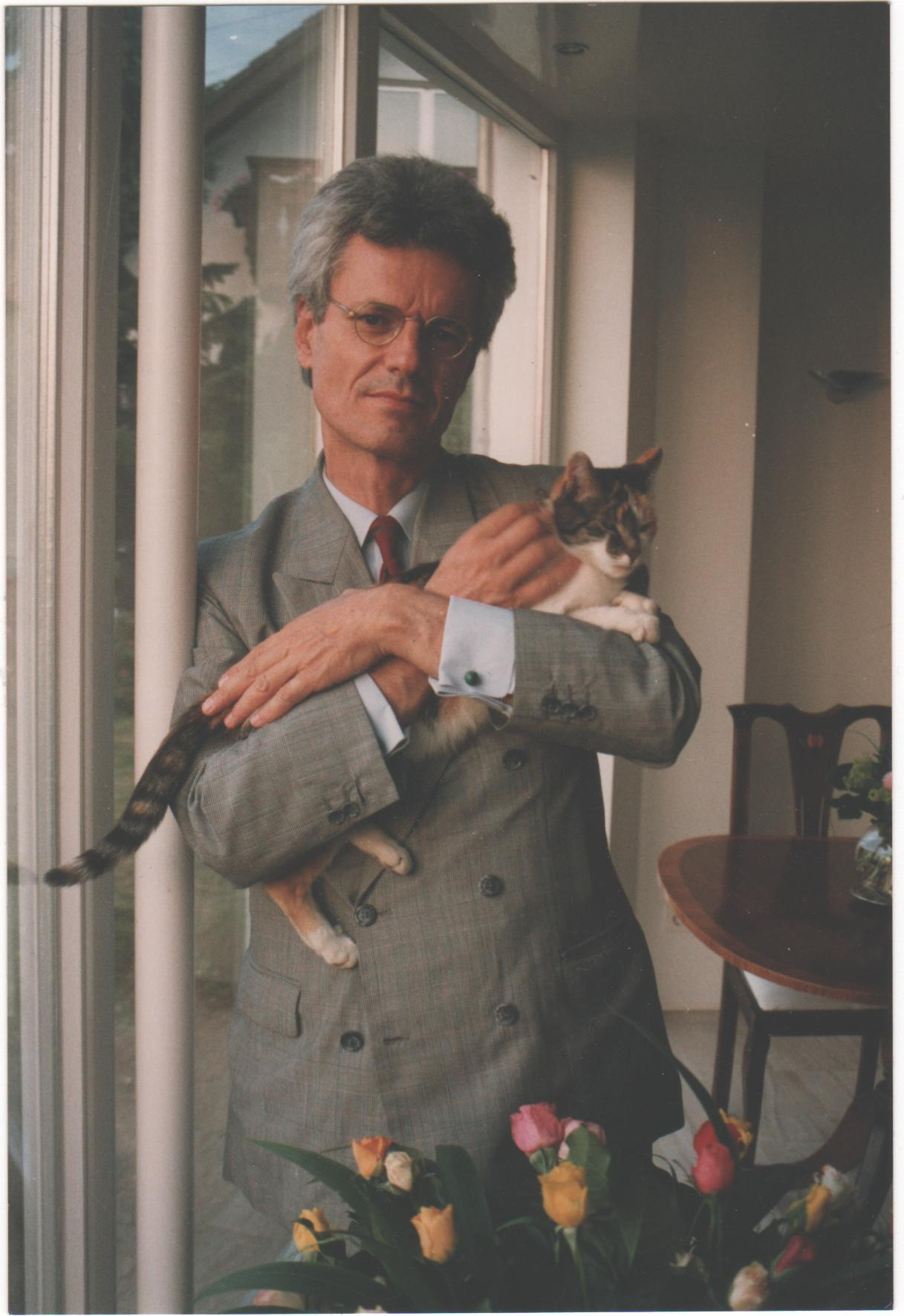
Peter Girth in seinem Privathaus, der „Casa da Ponte“, in Georgenhausen bei Darmstadt

Peter Girth (* 23. Juni 1942 in Olmütz, Mähren; † 15. Juli 1997 in Frankfurt am Main) war ein deutscher Intendant und Kulturmanager.

## Leben
Peter Girth wurde als Cellist ausgebildet u. a. von Zara Nelsova an der Juilliard School of Music, New York. Er studierte Jura in Frankfurt am Main und promovierte über die Urheberrechtsfrage der musikalischen Improvisation. Außerdem studierte er Soziologie bei Theodor W. Adorno. 
Er war als wissenschaftlicher Mitarbeiter des Max-Planck-Instituts für ausländisches und internationales Patent-, Urheber-Wettbewerbsrecht, als Rechtsanwalt und von 1976 bis 1978 als Geschäftsführer der Deutschen Orchestervereinigung tätig, bevor er von Herbert von Karajan nach Berlin berufen wurde. 1978 übernahm er die Intendanz des Berliner Philharmonischen Orchesters (Berliner Philharmoniker). Für dieses entwickelte er – ab 1980 gemeinsam mit dem Musikdramaturgen Klaus Schultz – ein neues Programmkonzept für die philharmonischen Programme und gestaltete das Jubiläum zum hundertjährigen Bestehen des Orchesters. Als er dort im Januar 1983 den Probejahr-Vertrag für die Solo-Klarinettistin Sabine Meyer unterschrieb, wurde die schwerste Krise zwischen Karajan und dem Orchester ausgelöst. Infolgedessen wurde Girth im Sommer 1984 beurlaubt und musste das Orchester verlassen. Er arbeitete zunächst freiberuflich in München.
In der Spielzeit 1985/1986 wurde er Intendant der Düsseldorfer Symphoniker. Hier etablierte er neben den Abonnementkonzerten des Orchesters ein umfangreiches Veranstaltungsprogramm mit den beiden Schwerpunkten „Jugend + Neue Musik“. Gleichzeitig übernahm er die künstlerische und organisatorische Verantwortung für das Musikleben in Düsseldorf, u. a. für das Messiaen-Fest 1986 sowie das Rheinische Musikfest und das Schumannfest 1988. Für seine Verdienste um das Düsseldorfer Musikleben wurde er 1986 mit der Norbert-Burgmüller-Plakette ausgezeichnet.
1988 rekonstruierte er – gemeinsam mit dem Musikwissenschaftler Albrecht Dümling – die Düsseldorfer Ausstellung Entartete Musik von 1938. Diese kommentierte Rekonstruktion wird seitdem weltweit gezeigt: Die USA-Version von 1991 wurde im Los Angeles Music Center, in New York (Bard Music Festival), Boston (Brandeis University), London (Royal Festival Hall), Barcelona (L’Auditori), Miami (Symphony of the West), Chicago (Ravinia Festival) und Tel Aviv (Bibliothek der Universität) präsentiert. Albrecht Dümling erarbeitete 2007 eine spanische Version sowie eine neue deutsche Version unter dem Titel Das verdächtige Saxophon.
1989 zählte er neben James Levine und Christoph von Dohnányi zu den Gründungsmitgliedern des Alexander-Zemlinsky-Fonds bei der Gesellschaft der Musikfreunde Wien. Für die Witwe des Komponisten, Louise von Zemlinsky, agierte er bereits seit 1982 Bevollmächtigter gegenüber der GEMA und der Universal Edition Wien.
1991 bis 1996 war Peter Girth Intendant des Staatstheaters Darmstadt, wo er Uraufführungen wie Morels Erfindung von Reinhard Febel (Regie: Claus Guth, 1994) und Nostalgie von Alexis Weissenberg (Regie: Helfrid Foron, 1992) verantwortete. 1995 fand mit dem Doppel-Abend von Beethovens Fidelio und Luigi Nonos Intolleranza 1960 (Regie: Werner Schroeter, musikalische Leitung: Marc Albrecht) eines der wichtigsten Opernprojekte seiner Intendanz am Staatstheater Darmstadt statt.
Peter Girth starb in Frankfurt am Main am 15. Juli 1997 nach längerer Krankheit. In erster Ehe war er mit der Sängerin Renate Greiner verheiratet und hatte mit ihr zwei Kinder. 1996 heiratete er seine langjährige Lebenspartnerin, die Kulturmanagerin Medi Gasteiner.

## Nachlass
Peter Girth hinterließ zahlreiche, zurzeit noch unveröffentlichte Manuskripte. Seine Zeit als Intendant des Berliner Philharmonischen Orchesters (Berliner Philharmoniker) mit Herbert von Karajan verarbeitete er in seinem Theaterstück Maestro. Ein Opernlibretto über das Leben von Lorenzo da Ponte, Venezianisches Roulette, konnte er nicht mehr fertigstellen – der 1. Akt liegt vor, mit dessen Komposition Wilfried Maria Danner bereits begonnen hatte. Weitere Schriften umfassen: Jeremy – Erzählung für Kinder (1987), Die philippinische Karotte und Joseph Haydn (1987) und die Nachdichtung der Originalfassung in englischer und deutscher Sprache von Benjamin Brittens The Young Person’s Guide to the Orchestra (1988).

## Veröffentlichungen
- Der künstlerische Aspekt des Computers – Eine urheberrechtliche Betrachtung. In: Film und Recht. Nr. 7 / 1974.
- Individualität und Zufall im Urheberrecht. Schweitzer, Berlin 1974.[8]
- Mannheim und die Künste des Friedens. Forberg, Bonn-Bad Godesberg 1979.
- mit Klaus Schultz (Hrsg.): Berliner Philharmonisches Orchester 1882–1982. Philharmonischer Almanach I und II. Westkreuz Druckerei, Berlin/Bonn 1982/1983.
- Allen zu gefallen ist unmöglich – Bemerkungen zur Programmgestaltung des Berliner Philharmonischen Orchesters. Jahresvorschau Berliner Philharmonisches Orchester 1983/84.
- Musik, Mäzene, Marketing. In: Absatzwirtschaft, Sonderheft Oktober 1987.
- Mit Albrecht Dümling (Hrsg.): Entartete Musik. Eine kommentierte Rekonstruktion zur Düsseldorfer Ausstellung 1938. Kat. Düsseldorf 1988, 2. Aufl. 1988, 3. überarbeitete und erweiterte Aufl. 1993.
- Jede Stadt besitzt das Orchester, das sie in Wahrheit verdient. In: Die Welt., 25. Februar 1988 / Tonhallemagazin. Nr. 8 (März–April), 1988, S. 567 f.
- Dem ersten aller Musikarbeiter. Festrede zur Verleihung des Deutschen Schallplattenpreises und der Goldenen Ehrennadel an Herbert von Karajan am 28. August 1988 in Düsseldorf. In: Tonhallemagazin. Nr. 2 (Oktober), 1988, S. 153 ff.
- Entartete Musik – Ein Jahr danach. In: Tonhallemagazin. Nr. 6 (Februar), 1989, S. 410 f.
- (Hrsg.): Ein Orchester feiert Geburtstag. Düsseldorfer Symphoniker 1864–1989. dkv, Düsseldorf 1989.
- Spiel mit Mozart. Brett- und Würfelspiel zum Mozart-Marathon Düsseldorf 1989.
- Der Revisor kommt. In: Die Woche. 23. Juni 1994.
- (Hrsg.): Bilder und Erinnerungen, Staatstheater Darmstadt 1991–1996. Mit Fotografien von Barbara Aumüller. Darmstadt 1996.

## Vorträge (Auswahl)
- Musical Avantgarde and Politics. European Aspects of a further Instance of Repression („Musikalische Avantgarde und Politik, Europäische Aspekte einer verdrängten Geschichte“). Vortrag für die Getty-Foundation am 26. Februar 1990 in Los Angeles.
- Marketing der öffentlich subventionierten Kunst und Kultur in Deutschland. Vortrag in Glasgow 1990.
- Schöne Stellen – Kunst oder Kitsch. Anmerkungen zur Musik Gustav Mahlers. Vortrag zum Mahler-Symposium in Toblach, 21. Juli 1995.